# پورتو تریونفو
پورتو تریونفو (انگلیسی: Puerto Triunfo) نام شهری در کشور کلمبیا است.